# Milan Janić
Milan Janić (Bačka Palanka, Južna Bačka, 14 de junho de 1957 — Belgrado, 1 de janeiro de 2003) foi um canoísta sérvio especialista em provas de velocidade.

## Carreira
Foi vencedor da medalha de prata em K-1 1000 m em Los Angeles 1984.